# Kriegerdenkmal Klein-Mangelsdorf
Das Kriegerdenkmal Klein-Mangelsdorf ist ein denkmalgeschütztes Kriegerdenkmal im Ortsteil Klein-Mangelsdorf der Ortschaft Mangelsdorf der Stadt Jerichow in Sachsen-Anhalt. Im örtlichen Denkmalverzeichnis ist das Kriegerdenkmal unter der Erfassungsnummer 094 86786 als Baudenkmal verzeichnet.

## Lage
Das Kriegerdenkmal von Klein-Mangelsdorf befindet sich auf dem Kirchgelände der Kirche von Klein-Mangelsdorf.

## Gestaltung
Es handelt sich ein großes aus Naturstein gemauertes Denkmal. In diesem Denkmal ist eine Gedenkplatte eingelassen. Gekrönt wird das Denkmal von einem Feldstein, in dem gekreuzte Schwerter eingemeißelt sind, die von einem Soldatenhelm überdeckt werden.

## Inschrift
Die dankbare Gemeinde ihren gefallenen Söhnen.

## Quelle
- Gefallenen Denkmal Klein-Mangelsdorf Online, abgerufen am 20. Juni 2017.